# Lista över fotbollsövergångar i Allsvenskan 2022
Detta är en lista över fotbollsövergångar i Allsvenskan i Sverige säsongen 2022.
Listan är korrekt per den 23 mars 2022
Fotnot: Spelare som återvänt efter utlåningar är inte medräknade.

## Allsvenskan

### AIK

#### Vinterövergångar 2021/2022
| Nr | Land    | Pos | Namn                                              |
| -- | ------- | --- | ------------------------------------------------- |
| -  | Kenya   | A   | Henry Meja (från Tusker)                          |
| -  | Sverige | MF  | Jesper Ceesay (från IF Brommapojkarna)            |
| -  | Sverige | F   | Joe Mendes (från Hammarby IF)                     |
| -  | Sverige | F   | Axel Björnström (från Arsenal Tula)               |
| -  | Sverige | A   | Benjamin Mbunga Kimpioka (från Sunderland)        |
| -  | Kenya   | F   | Sichenje Collins (från AFC Leopards)              |
| -  | Sverige | A   | Amar Abdirahman Ahmed (Uppflyttad från U19-laget) |
| -  | Sverige | F   | Rasmus Bonde (Uppflyttad från U19-laget)          |
| -  | Sverige | A   | Calvin Kabuye (Uppflyttad från U19-laget)         |
| -  | Sverige | F   | Ahmad Faqa (Uppflyttad från U19-laget)            |

| Nr | Land    | Pos | Namn                                              |
| -- | ------- | --- | ------------------------------------------------- |
| -  | Kenya   | A   | Henry Meja (från Tusker)                          |
| -  | Sverige | MF  | Jesper Ceesay (från IF Brommapojkarna)            |
| -  | Sverige | F   | Joe Mendes (från Hammarby IF)                     |
| -  | Sverige | F   | Axel Björnström (från Arsenal Tula)               |
| -  | Sverige | A   | Benjamin Mbunga Kimpioka (från Sunderland)        |
| -  | Kenya   | F   | Sichenje Collins (från AFC Leopards)              |
| -  | Sverige | A   | Amar Abdirahman Ahmed (Uppflyttad från U19-laget) |
| -  | Sverige | F   | Rasmus Bonde (Uppflyttad från U19-laget)          |
| -  | Sverige | A   | Calvin Kabuye (Uppflyttad från U19-laget)         |
| -  | Sverige | F   | Ahmad Faqa (Uppflyttad från U19-laget)            |

| Nr | Land    | Pos | Namn                                        |
| -- | ------- | --- | ------------------------------------------- |
| 36 | Eritrea | A   | Henok Goitom (Avslutat karriären)           |
| 11 | Sverige | A   | Stefan Silva (Klubb ej klar)                |
| 35 | Sverige | MV  | Samuel Brolin (Utlånad till Mjällby AIF)    |
| 19 | Finland | MF  | Saku Ylätupa (till GIF Sundsvall)           |
| 12 | Libanon | MF  | Felix Michel (Utlånad till AFC Eskilstuna)  |
| 14 | Sverige | F   | Lucas Forsberg (Utlånad till Sollentuna FK) |
| 17 | Ghana   | MF  | Ebenezer Ofori (Utlånad till Vejle)         |
| 31 | Danmark | MV  | Jakob Haugaard (Utlånad till Tromsö)        |
| 16 | Finland | F   | Robin Tihi (Utlånad till IFK Värnamo)       |
| 21 | Serbien | A   | Bojan Radulović (Utlånad till HJK)          |
| 22 | Sverige | MF  | Filip Rogic (till IK Sirius)                |
| 19 | Sverige | A   | Calvin Kabuye (Utlånad till Vasalunds IF)   |
| 28 | Sverige | F   | Rasmus Bonde (Utlånad till Vasalunds IF)    |
| -  | Sverige | F   | Ahmad Faqa (Utlånad till Västerås SK)       |
| 6  | Sverige | F   | Jetmir Haliti (Utlånad till Mjällby AIF)    |

| Nr | Land    | Pos | Namn                                        |
| -- | ------- | --- | ------------------------------------------- |
| 36 | Eritrea | A   | Henok Goitom (Avslutat karriären)           |
| 11 | Sverige | A   | Stefan Silva (Klubb ej klar)                |
| 35 | Sverige | MV  | Samuel Brolin (Utlånad till Mjällby AIF)    |
| 19 | Finland | MF  | Saku Ylätupa (till GIF Sundsvall)           |
| 12 | Libanon | MF  | Felix Michel (Utlånad till AFC Eskilstuna)  |
| 14 | Sverige | F   | Lucas Forsberg (Utlånad till Sollentuna FK) |
| 17 | Ghana   | MF  | Ebenezer Ofori (Utlånad till Vejle)         |
| 31 | Danmark | MV  | Jakob Haugaard (Utlånad till Tromsö)        |
| 16 | Finland | F   | Robin Tihi (Utlånad till IFK Värnamo)       |
| 21 | Serbien | A   | Bojan Radulović (Utlånad till HJK)          |
| 22 | Sverige | MF  | Filip Rogic (till IK Sirius)                |
| 19 | Sverige | A   | Calvin Kabuye (Utlånad till Vasalunds IF)   |
| 28 | Sverige | F   | Rasmus Bonde (Utlånad till Vasalunds IF)    |
| -  | Sverige | F   | Ahmad Faqa (Utlånad till Västerås SK)       |
| 6  | Sverige | F   | Jetmir Haliti (Utlånad till Mjällby AIF)    |

#### Sommarövergångar 2022
| Nr | Land | Pos | Namn |
| -- | ---- | --- | ---- |

| Nr | Land | Pos | Namn |
| -- | ---- | --- | ---- |

| Nr | Land    | Pos | Namn                         |
| -- | ------- | --- | ---------------------------- |
| 12 | Libanon | MF  | Felix Michel (Klubb ej klar) |

| Nr | Land    | Pos | Namn                         |
| -- | ------- | --- | ---------------------------- |
| 12 | Libanon | MF  | Felix Michel (Klubb ej klar) |

### BK Häcken

#### Vinterövergångar 2021/2022
| Nr | Land            | Pos | Namn                                              |
| -- | --------------- | --- | ------------------------------------------------- |
| -  | Elfenbenskusten | MF  | Amane Romeo (från ASEC Mimosas)                   |
| -  | Sverige         | MF  | Oscar Uddenäs (från IFK Värnamo)                  |
| -  | Nigeria         | F   | Franklin Tebo Uchenna (från Nasarawa United)      |
| -  | Norge           | F   | Tomas Totland (från Tromsö)                       |
| -  | Norge           | F   | Even Hovland (från Rosenborg)                     |
| -  | Danmark         | MF  | Mikkel Rygaard (från ŁKS Łódź)                    |
| -  | Elfenbenskusten | F   | Yannick Adjoumani (Inlånad från ASEC Mimosas)     |
| -  | Ghana           | A   | Ibrahim Sadiq (från Nordsjälland)                 |
| -  | Sverige         | F   | Kadir Hodzic (från Mjällby AIF)                   |
| -  | Norge           | MF  | Lars Olden Larsen (Inlånad från Nizjnij Novgorod) |
| -  | Sverige         | F   | Sebastian Lagerlund (Uppflyttad från U19-laget)   |

| Nr | Land            | Pos | Namn                                              |
| -- | --------------- | --- | ------------------------------------------------- |
| -  | Elfenbenskusten | MF  | Amane Romeo (från ASEC Mimosas)                   |
| -  | Sverige         | MF  | Oscar Uddenäs (från IFK Värnamo)                  |
| -  | Nigeria         | F   | Franklin Tebo Uchenna (från Nasarawa United)      |
| -  | Norge           | F   | Tomas Totland (från Tromsö)                       |
| -  | Norge           | F   | Even Hovland (från Rosenborg)                     |
| -  | Danmark         | MF  | Mikkel Rygaard (från ŁKS Łódź)                    |
| -  | Elfenbenskusten | F   | Yannick Adjoumani (Inlånad från ASEC Mimosas)     |
| -  | Ghana           | A   | Ibrahim Sadiq (från Nordsjälland)                 |
| -  | Sverige         | F   | Kadir Hodzic (från Mjällby AIF)                   |
| -  | Norge           | MF  | Lars Olden Larsen (Inlånad från Nizjnij Novgorod) |
| -  | Sverige         | F   | Sebastian Lagerlund (Uppflyttad från U19-laget)   |

| Nr | Land            | Pos | Namn                                            |
| -- | --------------- | --- | ----------------------------------------------- |
| 21 | Sverige         | F   | Rasmus Lindgren (Avslutat karriären)            |
| 4  | Finland         | F   | Joona Toivio (till HJK)                         |
| 14 | Island          | F   | Oskar Sverrisson (till Varbergs BoIS)           |
| 5  | Nigeria         | F   | Godswill Ekpolo (till IFK Norrköping)           |
| 30 | Sverige         | MV  | Johan Brattberg (Utlånad till Utsiktens BK)     |
| 27 | Sverige         | A   | Leonardo Farah (Utlånad till Qviding FIF)       |
| 23 | Sverige         | MF  | Patrik Wålemark (till Feyenoord)                |
| 24 | Sverige         | MF  | William Milovanovic (Utlånad till Utsiktens BK) |
| 13 | Elfenbenskusten | F   | Yannick Adjoumani (Utlånad till Östersunds FK)  |
| 14 | Norge           | MF  | Tobias Heintz (Utlånad till Sarpsborg 08)       |
| 10 | Finland         | A   | Jasse Tuominen (Utlånad till Tromsö)            |

| Nr | Land            | Pos | Namn                                            |
| -- | --------------- | --- | ----------------------------------------------- |
| 21 | Sverige         | F   | Rasmus Lindgren (Avslutat karriären)            |
| 4  | Finland         | F   | Joona Toivio (till HJK)                         |
| 14 | Island          | F   | Oskar Sverrisson (till Varbergs BoIS)           |
| 5  | Nigeria         | F   | Godswill Ekpolo (till IFK Norrköping)           |
| 30 | Sverige         | MV  | Johan Brattberg (Utlånad till Utsiktens BK)     |
| 27 | Sverige         | A   | Leonardo Farah (Utlånad till Qviding FIF)       |
| 23 | Sverige         | MF  | Patrik Wålemark (till Feyenoord)                |
| 24 | Sverige         | MF  | William Milovanovic (Utlånad till Utsiktens BK) |
| 13 | Elfenbenskusten | F   | Yannick Adjoumani (Utlånad till Östersunds FK)  |
| 14 | Norge           | MF  | Tobias Heintz (Utlånad till Sarpsborg 08)       |
| 10 | Finland         | A   | Jasse Tuominen (Utlånad till Tromsö)            |

#### Sommarövergångar 2022
| Nr | Land | Pos | Namn |
| -- | ---- | --- | ---- |

| Nr | Land | Pos | Namn |
| -- | ---- | --- | ---- |

| Nr | Land | Pos | Namn |
| -- | ---- | --- | ---- |

| Nr | Land | Pos | Namn |
| -- | ---- | --- | ---- |

### Degerfors IF

#### Vinterövergångar 2021/2022
| Nr | Land           | Pos | Namn                                            |
| -- | -------------- | --- | ----------------------------------------------- |
| -  | Costa Rica     | MF  | Diego Campos (från Jerv)                        |
| -  | Sverige        | F   | Oscar Wallin (från Hudiksvalls FF)              |
| -  | Nordmakedonien | MF  | Daniel Krezic (från Varbergs BoIS)              |
| -  | Sverige        | A   | Dijan Vukojevic (från Norrby IF)                |
| -  | Uganda         | F   | Ronald Mukiibi (från Östersunds FK)             |
| -  | Sverige        | MF  | Rasmus Örqvist (från Norrby IF)                 |
| -  | England        | MV  | Alfie Whiteman (Inlånad från Tottenham Hotspur) |
| -  | USA            | F   | Joe Gyau (från FC Cincinnati)                   |

| Nr | Land           | Pos | Namn                                            |
| -- | -------------- | --- | ----------------------------------------------- |
| -  | Costa Rica     | MF  | Diego Campos (från Jerv)                        |
| -  | Sverige        | F   | Oscar Wallin (från Hudiksvalls FF)              |
| -  | Nordmakedonien | MF  | Daniel Krezic (från Varbergs BoIS)              |
| -  | Sverige        | A   | Dijan Vukojevic (från Norrby IF)                |
| -  | Uganda         | F   | Ronald Mukiibi (från Östersunds FK)             |
| -  | Sverige        | MF  | Rasmus Örqvist (från Norrby IF)                 |
| -  | England        | MV  | Alfie Whiteman (Inlånad från Tottenham Hotspur) |
| -  | USA            | F   | Joe Gyau (från FC Cincinnati)                   |

| Nr | Land      | Pos | Namn                                                |
| -- | --------- | --- | --------------------------------------------------- |
| 20 | Sverige   | F   | Christoffer Viktorsson (till Strömtorps IK)         |
| 8  | Sverige   | MF  | Ferhad Ayaz (till Borac Banja Luka)                 |
| 3  | Jordanien | F   | Jonathan Tamimi (till IK Brage)                     |
| 10 | Sverige   | A   | Sargon Abraham (till Örgryte IS)                    |
| -  | Sverige   | F   | Tufve Östlund (till FC Gute)                        |
| 6  | Sverige   | MF  | Nicklas Maripuu (till IF Brommapojkarna)            |
| 14 | Sverige   | A   | Villiam Dahlström (till Halmstads BK)               |
| 16 | Sverige   | A   | Victor Edvardsen (till Djurgårdens IF)              |
| 5  | Sverige   | F   | Oliver Ekroth (till Víkingur)                       |
| 24 | Sverige   | A   | José Segura Bonilla (till Vard Haugesund)           |
| 26 | Sverige   | MV  | Hugo Claesson (Utlånad till Åtvidabergs FF)         |
| 18 | Sverige   | MF  | Erik Grandelius (till Notodden)                     |
| 18 | Sverige   | MF  | Axel Lindahl (Återvänder efter lån till Bodö/Glimt) |

| Nr | Land      | Pos | Namn                                                |
| -- | --------- | --- | --------------------------------------------------- |
| 20 | Sverige   | F   | Christoffer Viktorsson (till Strömtorps IK)         |
| 8  | Sverige   | MF  | Ferhad Ayaz (till Borac Banja Luka)                 |
| 3  | Jordanien | F   | Jonathan Tamimi (till IK Brage)                     |
| 10 | Sverige   | A   | Sargon Abraham (till Örgryte IS)                    |
| -  | Sverige   | F   | Tufve Östlund (till FC Gute)                        |
| 6  | Sverige   | MF  | Nicklas Maripuu (till IF Brommapojkarna)            |
| 14 | Sverige   | A   | Villiam Dahlström (till Halmstads BK)               |
| 16 | Sverige   | A   | Victor Edvardsen (till Djurgårdens IF)              |
| 5  | Sverige   | F   | Oliver Ekroth (till Víkingur)                       |
| 24 | Sverige   | A   | José Segura Bonilla (till Vard Haugesund)           |
| 26 | Sverige   | MV  | Hugo Claesson (Utlånad till Åtvidabergs FF)         |
| 18 | Sverige   | MF  | Erik Grandelius (till Notodden)                     |
| 18 | Sverige   | MF  | Axel Lindahl (Återvänder efter lån till Bodö/Glimt) |

#### Sommarövergångar 2022
| Nr | Land | Pos | Namn |
| -- | ---- | --- | ---- |

| Nr | Land | Pos | Namn |
| -- | ---- | --- | ---- |

| Nr | Land | Pos | Namn |
| -- | ---- | --- | ---- |

| Nr | Land | Pos | Namn |
| -- | ---- | --- | ---- |

### Djurgårdens IF

#### Vinterövergångar 2021/2022
| Nr | Land       | Pos | Namn                                                     |
| -- | ---------- | --- | -------------------------------------------------------- |
| -  | Sverige    | F   | Piotr Johansson (från Kalmar FF)                         |
| -  | Sverige    | A   | Victor Edvardsen (från Degerfors IF)                     |
| -  | Ryssland   | MV  | Aleksandr Vasyutin (Inlånad från Zenit Sankt Petersburg) |
| -  | Kenya      | F   | Frank Odhiambo (från Gor Mahia)                          |
| -  | Sverige    | F   | Pierre Bengtsson (från FC Köpenhamn)                     |
| -  | Norge      | MF  | Gustav Wikheim (från Al-Fateh)                           |
| -  | Montenegro | MF  | Sead Hakšabanović (Inlånad från Rubin Kazan)             |
| -  | Guinea     | MF  | Amadou Doumbouya (från Diamonds of Guinea)               |

| Nr | Land       | Pos | Namn                                                     |
| -- | ---------- | --- | -------------------------------------------------------- |
| -  | Sverige    | F   | Piotr Johansson (från Kalmar FF)                         |
| -  | Sverige    | A   | Victor Edvardsen (från Degerfors IF)                     |
| -  | Ryssland   | MV  | Aleksandr Vasyutin (Inlånad från Zenit Sankt Petersburg) |
| -  | Kenya      | F   | Frank Odhiambo (från Gor Mahia)                          |
| -  | Sverige    | F   | Pierre Bengtsson (från FC Köpenhamn)                     |
| -  | Norge      | MF  | Gustav Wikheim (från Al-Fateh)                           |
| -  | Montenegro | MF  | Sead Hakšabanović (Inlånad från Rubin Kazan)             |
| -  | Guinea     | MF  | Amadou Doumbouya (från Diamonds of Guinea)               |

| Nr | Land         | Pos | Namn                                                    |
| -- | ------------ | --- | ------------------------------------------------------- |
| 20 | Sverige      | A   | Emir Kujović (Klubb ej klar)                            |
| 2  | Filippinerna | F   | Jesper Nyholm (till Muangthong United)                  |
| 19 | Sverige      | MF  | Nicklas Bärkroth (till Örgryte IS)                      |
| 4  | Sverige      | F   | Jacob Une Larsson (Utlånad till Panetolikos)            |
| 14 | Zambia       | MF  | Edward Chilufya (till Midtjylland)                      |
| 30 | Sverige      | MV  | Tommi Vaiho (Utlånad till IK Sirius)                    |
| 24 | England      | MF  | Curtis Edwards (till Stabaek)                           |
| 25 | Sverige      | MF  | Mattias Mitku (Utlånad till IF Karlstad)                |
| 11 | Albanien     | MF  | Albion Ademi (Utlånad till Lahti)                       |
| 28 | Sverige      | A   | Adam Bergmark Wiberg (Utlånad till Östers IF)           |
| 21 | Sverige      | F   | Axel Wallenborg (Utlånad till IFK Haninge)              |
| 26 | Sverige      | F   | Linus Tagesson (Utlånad till Täby FK)                   |
| 29 | Jamaica      | A   | Peter McGregor (Återvänder efter lån till Duhaney Park) |

| Nr | Land         | Pos | Namn                                                    |
| -- | ------------ | --- | ------------------------------------------------------- |
| 20 | Sverige      | A   | Emir Kujović (Klubb ej klar)                            |
| 2  | Filippinerna | F   | Jesper Nyholm (till Muangthong United)                  |
| 19 | Sverige      | MF  | Nicklas Bärkroth (till Örgryte IS)                      |
| 4  | Sverige      | F   | Jacob Une Larsson (Utlånad till Panetolikos)            |
| 14 | Zambia       | MF  | Edward Chilufya (till Midtjylland)                      |
| 30 | Sverige      | MV  | Tommi Vaiho (Utlånad till IK Sirius)                    |
| 24 | England      | MF  | Curtis Edwards (till Stabaek)                           |
| 25 | Sverige      | MF  | Mattias Mitku (Utlånad till IF Karlstad)                |
| 11 | Albanien     | MF  | Albion Ademi (Utlånad till Lahti)                       |
| 28 | Sverige      | A   | Adam Bergmark Wiberg (Utlånad till Östers IF)           |
| 21 | Sverige      | F   | Axel Wallenborg (Utlånad till IFK Haninge)              |
| 26 | Sverige      | F   | Linus Tagesson (Utlånad till Täby FK)                   |
| 29 | Jamaica      | A   | Peter McGregor (Återvänder efter lån till Duhaney Park) |

#### Sommarövergångar 2022
| Nr | Land | Pos | Namn |
| -- | ---- | --- | ---- |

| Nr | Land | Pos | Namn |
| -- | ---- | --- | ---- |

| Nr | Land | Pos | Namn |
| -- | ---- | --- | ---- |

| Nr | Land | Pos | Namn |
| -- | ---- | --- | ---- |

### GIF Sundsvall

#### Vinterövergångar 2021/2022
| Nr | Land    | Pos | Namn                                          |
| -- | ------- | --- | --------------------------------------------- |
| -  | Sverige | MF  | Marcus Burman (från Akropolis IF)             |
| -  | Sverige | F   | Rasmus Lindkvist (från Ham-Kam)               |
| -  | Finland | MF  | Saku Ylätupa (från AIK)                       |
| -  | USA     | F   | Forrest Lasso (från Tampa Bay Rowdies)        |
| -  | Sverige | MV  | Oscar Linnér (Inlånad från Arminia Bielefeld) |
| -  | Haiti   | A   | Ronaldo Damus (från Orange County)            |
| -  | USA     | MF  | Joe Corona (Inlånad från Houston Dynamo)      |
| -  | Sverige | A   | Alexander Larsson (Uppflyttad från U19-laget) |

| Nr | Land    | Pos | Namn                                          |
| -- | ------- | --- | --------------------------------------------- |
| -  | Sverige | MF  | Marcus Burman (från Akropolis IF)             |
| -  | Sverige | F   | Rasmus Lindkvist (från Ham-Kam)               |
| -  | Finland | MF  | Saku Ylätupa (från AIK)                       |
| -  | USA     | F   | Forrest Lasso (från Tampa Bay Rowdies)        |
| -  | Sverige | MV  | Oscar Linnér (Inlånad från Arminia Bielefeld) |
| -  | Haiti   | A   | Ronaldo Damus (från Orange County)            |
| -  | USA     | MF  | Joe Corona (Inlånad från Houston Dynamo)      |
| -  | Sverige | A   | Alexander Larsson (Uppflyttad från U19-laget) |

| Nr | Land    | Pos | Namn                                        |
| -- | ------- | --- | ------------------------------------------- |
| 3  | Sverige | F   | David Myrestam (Avslutat karriären)         |
| 17 | Sverige | F   | Albin Ekström (Klubb ej klar)               |
| 33 | Sverige | MF  | Albin Palmlöv (till Selånger SK)            |
| 29 | Sverige | MV  | Gustav Molin (Utlånad till Oskarshamns AIK) |

| Nr | Land    | Pos | Namn                                        |
| -- | ------- | --- | ------------------------------------------- |
| 3  | Sverige | F   | David Myrestam (Avslutat karriären)         |
| 17 | Sverige | F   | Albin Ekström (Klubb ej klar)               |
| 33 | Sverige | MF  | Albin Palmlöv (till Selånger SK)            |
| 29 | Sverige | MV  | Gustav Molin (Utlånad till Oskarshamns AIK) |

#### Sommarövergångar 2022
| Nr | Land | Pos | Namn |
| -- | ---- | --- | ---- |

| Nr | Land | Pos | Namn |
| -- | ---- | --- | ---- |

| Nr | Land | Pos | Namn |
| -- | ---- | --- | ---- |

| Nr | Land | Pos | Namn |
| -- | ---- | --- | ---- |

### Hammarby IF

#### Vinterövergångar 2021/2022
| Nr | Land    | Pos | Namn                               |
| -- | ------- | --- | ---------------------------------- |
| -  | Kosovo  | F   | Edvin Kurtulus (från Halmstads BK) |
| -  | Sverige | F   | Joel Nilsson (från Mjällby AIF)    |
| -  | Sverige | MV  | Sebastian Selin (från Västerås SK) |
| -  | Sverige | MF  | Dennis Collander (från Örebro SK)  |
| -  | Sverige | MF  | Fredrik Hammar (från Akropolis IF) |
| -  | Sverige | MF  | Nahir Besara (från Örebro SK)      |
| -  | Kosovo  | MF  | Loret Sadiku (från Kasimpasa)      |
| -  | Gambia  | A   | Bubacarr Trawally (från Ajman)     |

| Nr | Land    | Pos | Namn                               |
| -- | ------- | --- | ---------------------------------- |
| -  | Kosovo  | F   | Edvin Kurtulus (från Halmstads BK) |
| -  | Sverige | F   | Joel Nilsson (från Mjällby AIF)    |
| -  | Sverige | MV  | Sebastian Selin (från Västerås SK) |
| -  | Sverige | MF  | Dennis Collander (från Örebro SK)  |
| -  | Sverige | MF  | Fredrik Hammar (från Akropolis IF) |
| -  | Sverige | MF  | Nahir Besara (från Örebro SK)      |
| -  | Kosovo  | MF  | Loret Sadiku (från Kasimpasa)      |
| -  | Gambia  | A   | Bubacarr Trawally (från Ajman)     |

| Nr | Land            | Pos | Namn                                                 |
| -- | --------------- | --- | ---------------------------------------------------- |
| 1  | Danmark         | MV  | David Ousted (till Midtjylland)                      |
| 11 | Montenegro      | MF  | Vladimir Rodić (till Östers IF)                      |
| 35 | Sverige         | F   | Axel Sjöberg (till BK Olympic)                       |
| 9  | Brasilien       | A   | Paulinho (till São José)                             |
| 27 | Sverige         | F   | Joe Mendes (till AIK)                                |
| 32 | Elfenbenskusten | F   | Aziz Ouattara (till Genk)                            |
| 33 | Nigeria         | MF  | Akinkunmi Amoo (till FC Köpenhamn)                   |
| 7  | Slovenien       | A   | Aljoša Matko (Utlånad till Olimpija Ljubljana)       |
| 18 | Sverige         | A   | Filston Mawana (till Åtvidabergs FF)                 |
| 20 | Ghana           | A   | David Accam (Återvänder efter lån till Nashville SC) |

| Nr | Land            | Pos | Namn                                                 |
| -- | --------------- | --- | ---------------------------------------------------- |
| 1  | Danmark         | MV  | David Ousted (till Midtjylland)                      |
| 11 | Montenegro      | MF  | Vladimir Rodić (till Östers IF)                      |
| 35 | Sverige         | F   | Axel Sjöberg (till BK Olympic)                       |
| 9  | Brasilien       | A   | Paulinho (till São José)                             |
| 27 | Sverige         | F   | Joe Mendes (till AIK)                                |
| 32 | Elfenbenskusten | F   | Aziz Ouattara (till Genk)                            |
| 33 | Nigeria         | MF  | Akinkunmi Amoo (till FC Köpenhamn)                   |
| 7  | Slovenien       | A   | Aljoša Matko (Utlånad till Olimpija Ljubljana)       |
| 18 | Sverige         | A   | Filston Mawana (till Åtvidabergs FF)                 |
| 20 | Ghana           | A   | David Accam (Återvänder efter lån till Nashville SC) |

#### Sommarövergångar 2022
| Nr | Land | Pos | Namn |
| -- | ---- | --- | ---- |

| Nr | Land | Pos | Namn |
| -- | ---- | --- | ---- |

| Nr | Land | Pos | Namn |
| -- | ---- | --- | ---- |

| Nr | Land | Pos | Namn |
| -- | ---- | --- | ---- |

### Helsingborgs IF

#### Vinterövergångar 2021/2022
| Nr | Land     | Pos | Namn                                       |
| -- | -------- | --- | ------------------------------------------ |
| -  | Sverige  | F   | Ali Suljic (från IF Brommapojkarna)        |
| -  | Ghana    | MF  | Benjamin Acquah (från Ebusua Dwarfs)       |
| -  | Sverige  | MF  | Sumar Almadjed (från Landskrona BoIS)      |
| -  | Färöarna | F   | Viljormur Davidsen (från Vejle)            |
| -  | Finland  | MF  | Lucas Lingman (från HJK)                   |
| -  | Sverige  | MF  | Taha Ali (från Örebro SK)                  |
| -  | Ghana    | MF  | Joseph Amoako (Inlånad från Asante Kotoko) |
| -  | Sverige  | MF  | Albert Ejupi (från Varbergs BoIS)          |
| -  | Sverige  | MF  | Armin Gigovic (Inlånad från Rostov)        |
| -  | Irak     | A   | Amin Al Hamawi (Uppflyttad från U19-laget) |

| Nr | Land     | Pos | Namn                                       |
| -- | -------- | --- | ------------------------------------------ |
| -  | Sverige  | F   | Ali Suljic (från IF Brommapojkarna)        |
| -  | Ghana    | MF  | Benjamin Acquah (från Ebusua Dwarfs)       |
| -  | Sverige  | MF  | Sumar Almadjed (från Landskrona BoIS)      |
| -  | Färöarna | F   | Viljormur Davidsen (från Vejle)            |
| -  | Finland  | MF  | Lucas Lingman (från HJK)                   |
| -  | Sverige  | MF  | Taha Ali (från Örebro SK)                  |
| -  | Ghana    | MF  | Joseph Amoako (Inlånad från Asante Kotoko) |
| -  | Sverige  | MF  | Albert Ejupi (från Varbergs BoIS)          |
| -  | Sverige  | MF  | Armin Gigovic (Inlånad från Rostov)        |
| -  | Irak     | A   | Amin Al Hamawi (Uppflyttad från U19-laget) |

| Nr | Land    | Pos | Namn                                                       |
| -- | ------- | --- | ---------------------------------------------------------- |
| 9  | Nigeria | A   | Alhaji Gero (Klubb ej klar)                                |
| 19 | Island  | F   | Bödvar Bödvarsson (till Trelleborgs FF)                    |
| 23 | England | A   | Noel Mbo (Klubb ej klar)                                   |
| -  | Irak    | A   | Amin Al Hamawi (Utlånad till Torns IF)                     |
| 8  | Estland | MF  | Vladislav Kreida (Återvänder efter lån till Flora Tallinn) |

| Nr | Land    | Pos | Namn                                                       |
| -- | ------- | --- | ---------------------------------------------------------- |
| 9  | Nigeria | A   | Alhaji Gero (Klubb ej klar)                                |
| 19 | Island  | F   | Bödvar Bödvarsson (till Trelleborgs FF)                    |
| 23 | England | A   | Noel Mbo (Klubb ej klar)                                   |
| -  | Irak    | A   | Amin Al Hamawi (Utlånad till Torns IF)                     |
| 8  | Estland | MF  | Vladislav Kreida (Återvänder efter lån till Flora Tallinn) |

#### Sommarövergångar 2022
| Nr | Land | Pos | Namn |
| -- | ---- | --- | ---- |

| Nr | Land | Pos | Namn |
| -- | ---- | --- | ---- |

| Nr | Land | Pos | Namn |
| -- | ---- | --- | ---- |

| Nr | Land | Pos | Namn |
| -- | ---- | --- | ---- |

### IF Elfsborg

#### Vinterövergångar 2021/2022
| Nr | Land    | Pos | Namn                                       |
| -- | ------- | --- | ------------------------------------------ |
| -  | Norge   | A   | Oscar Aga (från Grorud)                    |
| -  | Gambia  | F   | Maudo Jarjué (från Austria Wien)           |
| -  | Sverige | F   | Gustav Henriksson (från Wolfsberger)       |
| -  | Ghana   | MF  | Michael Baidoo (från Sandnes Ulf)          |
| -  | Sverige | MF  | Besfort Zeneli (Uppflyttad från U19-laget) |
| -  | Sverige | F   | Viktor Widell (Uppflyttad från U19-laget)  |

| Nr | Land    | Pos | Namn                                       |
| -- | ------- | --- | ------------------------------------------ |
| -  | Norge   | A   | Oscar Aga (från Grorud)                    |
| -  | Gambia  | F   | Maudo Jarjué (från Austria Wien)           |
| -  | Sverige | F   | Gustav Henriksson (från Wolfsberger)       |
| -  | Ghana   | MF  | Michael Baidoo (från Sandnes Ulf)          |
| -  | Sverige | MF  | Besfort Zeneli (Uppflyttad från U19-laget) |
| -  | Sverige | F   | Viktor Widell (Uppflyttad från U19-laget)  |

| Nr | Land    | Pos | Namn                                          |
| -- | ------- | --- | --------------------------------------------- |
| 8  | Sverige | MF  | Samuel Holmén (Avslutat karriären)            |
| 32 | Sverige | F   | Gustav Broman (till Norrby IF)                |
| 1  | Norge   | MV  | Mathias Dyngeland (till Brann)                |
| 4  | Sverige | F   | Christopher McVey (till Inter Miami)          |
| 26 | Sverige | A   | Marokhy Ndione (till Viborg)                  |
| 7  | Danmark | MF  | Frederik Holst (till Lilleström)              |
| 25 | Sverige | A   | Jack Cooper Love (Utlånad till Skövde AIK)    |
| 23 | Sverige | A   | Prince Isaac Kouame (Utlånad till Motala AIF) |

| Nr | Land    | Pos | Namn                                          |
| -- | ------- | --- | --------------------------------------------- |
| 8  | Sverige | MF  | Samuel Holmén (Avslutat karriären)            |
| 32 | Sverige | F   | Gustav Broman (till Norrby IF)                |
| 1  | Norge   | MV  | Mathias Dyngeland (till Brann)                |
| 4  | Sverige | F   | Christopher McVey (till Inter Miami)          |
| 26 | Sverige | A   | Marokhy Ndione (till Viborg)                  |
| 7  | Danmark | MF  | Frederik Holst (till Lilleström)              |
| 25 | Sverige | A   | Jack Cooper Love (Utlånad till Skövde AIK)    |
| 23 | Sverige | A   | Prince Isaac Kouame (Utlånad till Motala AIF) |

#### Sommarövergångar 2022
| Nr | Land | Pos | Namn |
| -- | ---- | --- | ---- |

| Nr | Land | Pos | Namn |
| -- | ---- | --- | ---- |

| Nr | Land | Pos | Namn |
| -- | ---- | --- | ---- |

| Nr | Land | Pos | Namn |
| -- | ---- | --- | ---- |

### IFK Göteborg

#### Vinterövergångar 2021/2022
| Nr | Land    | Pos | Namn                                               |
| -- | ------- | --- | -------------------------------------------------- |
| -  | Sverige | F   | Emil Salomonsson (från Avispa Fukuoka)             |
| -  | Estland | A   | Erik Sorga (från DC United)                        |
| -  | Irak    | MF  | Amir Al-Ammari (från Halmstads BK)                 |
| -  | Sverige | MV  | Gustav Lillienberg (från Southampton)              |
| -  | Surinam | MV  | Warner Hahn (från Go Ahead Eagles)                 |
| -  | Sverige | A   | Alfons Nygaard (Uppflyttad från U19-laget)         |
| -  | Sverige | A   | Lucas Kåhed (Uppflyttad från U19-laget)            |
| -  | Island  | MV  | Adam Ingi Benediktsson (Uppflyttad från U19-laget) |
| -  | Sverige | MF  | Hussein Carneil (Uppflyttad från U19-laget)        |
| -  | Sverige | F   | Tim van Assema (Uppflyttad från U19-laget)         |

| Nr | Land    | Pos | Namn                                               |
| -- | ------- | --- | -------------------------------------------------- |
| -  | Sverige | F   | Emil Salomonsson (från Avispa Fukuoka)             |
| -  | Estland | A   | Erik Sorga (från DC United)                        |
| -  | Irak    | MF  | Amir Al-Ammari (från Halmstads BK)                 |
| -  | Sverige | MV  | Gustav Lillienberg (från Southampton)              |
| -  | Surinam | MV  | Warner Hahn (från Go Ahead Eagles)                 |
| -  | Sverige | A   | Alfons Nygaard (Uppflyttad från U19-laget)         |
| -  | Sverige | A   | Lucas Kåhed (Uppflyttad från U19-laget)            |
| -  | Island  | MV  | Adam Ingi Benediktsson (Uppflyttad från U19-laget) |
| -  | Sverige | MF  | Hussein Carneil (Uppflyttad från U19-laget)        |
| -  | Sverige | F   | Tim van Assema (Uppflyttad från U19-laget)         |

| Nr | Land     | Pos | Namn                                                                   |
| -- | -------- | --- | ---------------------------------------------------------------------- |
| 9  | Sverige  | A   | Robin Söder (Avslutat karriären)                                       |
| 1  | Grekland | MV  | Giannis Anestis (till Panetolikos)                                     |
| 11 | Island   | A   | Kolbeinn Sigthorsson (Klubb ej klar)                                   |
| 12 | Sverige  | MV  | Ole Söderberg (till Gais)                                              |
| -  | Sverige  | MF  | Adil Titi (till IK Brage)                                              |
| 18 | Sverige  | MF  | Isak Dahlqvist (till Örgryte IS)                                       |
| 19 | Sverige  | MF  | August Erlingmark (till Atromitos)                                     |
| -  | Sverige  | MV  | Tom Amos (till Jönköpings Södra IF)                                    |
| -  | Sverige  | MF  | Noah Alexandersson (till Moss)                                         |
| 10 | Sverige  | MF  | Patrik Karlsson Lagemyr (till IK Sirius)                               |
| 27 | Nigeria  | F   | Ogbu Abraham (Återvänder efter lån till TikiTaka Football Development) |

| Nr | Land     | Pos | Namn                                                                   |
| -- | -------- | --- | ---------------------------------------------------------------------- |
| 9  | Sverige  | A   | Robin Söder (Avslutat karriären)                                       |
| 1  | Grekland | MV  | Giannis Anestis (till Panetolikos)                                     |
| 11 | Island   | A   | Kolbeinn Sigthorsson (Klubb ej klar)                                   |
| 12 | Sverige  | MV  | Ole Söderberg (till Gais)                                              |
| -  | Sverige  | MF  | Adil Titi (till IK Brage)                                              |
| 18 | Sverige  | MF  | Isak Dahlqvist (till Örgryte IS)                                       |
| 19 | Sverige  | MF  | August Erlingmark (till Atromitos)                                     |
| -  | Sverige  | MV  | Tom Amos (till Jönköpings Södra IF)                                    |
| -  | Sverige  | MF  | Noah Alexandersson (till Moss)                                         |
| 10 | Sverige  | MF  | Patrik Karlsson Lagemyr (till IK Sirius)                               |
| 27 | Nigeria  | F   | Ogbu Abraham (Återvänder efter lån till TikiTaka Football Development) |

#### Sommarövergångar 2022
| Nr | Land | Pos | Namn |
| -- | ---- | --- | ---- |

| Nr | Land | Pos | Namn |
| -- | ---- | --- | ---- |

| Nr | Land | Pos | Namn |
| -- | ---- | --- | ---- |

| Nr | Land | Pos | Namn |
| -- | ---- | --- | ---- |

### IFK Norrköping

#### Vinterövergångar 2021/2022
| Nr | Land      | Pos | Namn                                      |
| -- | --------- | --- | ----------------------------------------- |
| -  | Nigeria   | F   | Godswill Ekpolo (från BK Häcken)          |
| -  | Brasilien | F   | Jean Carlos de Brito (från Varbergs BoIS) |
| -  | Norge     | F   | Daniel Eid (från Sogndal)                 |
| -  | Sverige   | MF  | Jacob Ortmark (från IK Sirius)            |
| -  | Norge     | A   | Eman Markovic (från Start)                |
| -  | Sverige   | F   | Filip Dagerstål (Inlånad från Chimki)     |

| Nr | Land      | Pos | Namn                                      |
| -- | --------- | --- | ----------------------------------------- |
| -  | Nigeria   | F   | Godswill Ekpolo (från BK Häcken)          |
| -  | Brasilien | F   | Jean Carlos de Brito (från Varbergs BoIS) |
| -  | Norge     | F   | Daniel Eid (från Sogndal)                 |
| -  | Sverige   | MF  | Jacob Ortmark (från IK Sirius)            |
| -  | Norge     | A   | Eman Markovic (från Start)                |
| -  | Sverige   | F   | Filip Dagerstål (Inlånad från Chimki)     |

| Nr | Land     | Pos | Namn                                       |
| -- | -------- | --- | ------------------------------------------ |
| 2  | Sverige  | F   | Henrik Castegren (till Lechia Gdańsk)      |
| 28 | Island   | F   | Oliver Stefánsson (Utlånad till Akranes)   |
| -  | Sverige  | A   | Liam Olausson (till Trelleborgs FF)        |
| 30 | Sverige  | MV  | Felix Jakobsson (till Jönköpings Södra IF) |
| 20 | Honduras | F   | Kevin Álvarez (Utlånad till Real España)   |
| -  | Island   | F   | Finnur Tómas Pálmason (till KR)            |
| 22 | Sverige  | MF  | Manasse Kusu (till Östers IF)              |
| 15 | Sverige  | A   | Carl Björk (till Bröndby)                  |
| 7  | Sverige  | MF  | Alexander Fransson (till AEK Aten)         |

| Nr | Land     | Pos | Namn                                       |
| -- | -------- | --- | ------------------------------------------ |
| 2  | Sverige  | F   | Henrik Castegren (till Lechia Gdańsk)      |
| 28 | Island   | F   | Oliver Stefánsson (Utlånad till Akranes)   |
| -  | Sverige  | A   | Liam Olausson (till Trelleborgs FF)        |
| 30 | Sverige  | MV  | Felix Jakobsson (till Jönköpings Södra IF) |
| 20 | Honduras | F   | Kevin Álvarez (Utlånad till Real España)   |
| -  | Island   | F   | Finnur Tómas Pálmason (till KR)            |
| 22 | Sverige  | MF  | Manasse Kusu (till Östers IF)              |
| 15 | Sverige  | A   | Carl Björk (till Bröndby)                  |
| 7  | Sverige  | MF  | Alexander Fransson (till AEK Aten)         |

#### Sommarövergångar 2022
| Nr | Land | Pos | Namn |
| -- | ---- | --- | ---- |

| Nr | Land | Pos | Namn |
| -- | ---- | --- | ---- |

| Nr | Land | Pos | Namn |
| -- | ---- | --- | ---- |

| Nr | Land | Pos | Namn |
| -- | ---- | --- | ---- |

### IFK Värnamo

#### Vinterövergångar 2021/2022
| Nr | Land      | Pos | Namn                                     |
| -- | --------- | --- | ---------------------------------------- |
| -  | Sverige   | A   | Victor Andersson (från Onsala BK)        |
| -  | Sverige   | MF  | Nils Wallenberg (från IF Brommapojkarna) |
| -  | Sverige   | A   | Haris Avdiu (från Angered BK)            |
| -  | Sverige   | MF  | Jesper Dickman (från Nordsjälland)       |
| -  | Brasilien | F   | Netinho (från GE Brasil)                 |
| -  | Finland   | F   | Robin Tihi (Inlånad från AIK)            |
| -  | Sverige   | A   | Marcus Antonsson (från Malmö FF)         |
| -  | Sverige   | F   | Hampus Näsström (från IF Sylvia)         |
| -  | Nigeria   | A   | Johnbosco Samuel Kalu (från Räppe GoIF)  |
| -  | Sverige   | MF  | Moonga Simba (Inlånad från Brann)        |

| Nr | Land      | Pos | Namn                                     |
| -- | --------- | --- | ---------------------------------------- |
| -  | Sverige   | A   | Victor Andersson (från Onsala BK)        |
| -  | Sverige   | MF  | Nils Wallenberg (från IF Brommapojkarna) |
| -  | Sverige   | A   | Haris Avdiu (från Angered BK)            |
| -  | Sverige   | MF  | Jesper Dickman (från Nordsjälland)       |
| -  | Brasilien | F   | Netinho (från GE Brasil)                 |
| -  | Finland   | F   | Robin Tihi (Inlånad från AIK)            |
| -  | Sverige   | A   | Marcus Antonsson (från Malmö FF)         |
| -  | Sverige   | F   | Hampus Näsström (från IF Sylvia)         |
| -  | Nigeria   | A   | Johnbosco Samuel Kalu (från Räppe GoIF)  |
| -  | Sverige   | MF  | Moonga Simba (Inlånad från Brann)        |

| Nr | Land        | Pos | Namn                                                |
| -- | ----------- | --- | --------------------------------------------------- |
| 22 | Sverige     | MF  | Robin Dzabic (till Landskrona BoIS)                 |
| 17 | Sverige     | MF  | Oscar Uddenäs (till BK Häcken)                      |
| 16 | Somalia     | MF  | Isse Ismail (till IFK Haninge)                      |
| 23 | Sverige     | A   | Benjamin Hajdari (till Åtvidabergs FF)              |
| 19 | Sverige     | F   | Kevin Simola (till FK Karlskrona)                   |
| 4  | Sverige     | F   | Albin Sundgren (till Norrby IF)                     |
| 13 | Nya Zeeland | MF  | Joel Stevens (till Oskarshamns AIK)                 |
| 6  | Sverige     | MF  | Noa Lingeskog (Klubb ej klar)                       |
| 14 | Brasilien   | F   | Hugo Leonardo (till Anápolis)                       |
| 3  | Sverige     | F   | Hugo Andersson (Återvänder efter lån till Malmö FF) |

| Nr | Land        | Pos | Namn                                                |
| -- | ----------- | --- | --------------------------------------------------- |
| 22 | Sverige     | MF  | Robin Dzabic (till Landskrona BoIS)                 |
| 17 | Sverige     | MF  | Oscar Uddenäs (till BK Häcken)                      |
| 16 | Somalia     | MF  | Isse Ismail (till IFK Haninge)                      |
| 23 | Sverige     | A   | Benjamin Hajdari (till Åtvidabergs FF)              |
| 19 | Sverige     | F   | Kevin Simola (till FK Karlskrona)                   |
| 4  | Sverige     | F   | Albin Sundgren (till Norrby IF)                     |
| 13 | Nya Zeeland | MF  | Joel Stevens (till Oskarshamns AIK)                 |
| 6  | Sverige     | MF  | Noa Lingeskog (Klubb ej klar)                       |
| 14 | Brasilien   | F   | Hugo Leonardo (till Anápolis)                       |
| 3  | Sverige     | F   | Hugo Andersson (Återvänder efter lån till Malmö FF) |

#### Sommarövergångar 2022
| Nr | Land | Pos | Namn |
| -- | ---- | --- | ---- |

| Nr | Land | Pos | Namn |
| -- | ---- | --- | ---- |

| Nr | Land | Pos | Namn |
| -- | ---- | --- | ---- |

| Nr | Land | Pos | Namn |
| -- | ---- | --- | ---- |

### IK Sirius FK

#### Vinterövergångar 2021/2022
| Nr | Land         | Pos | Namn                                        |
| -- | ------------ | --- | ------------------------------------------- |
| -  | Sverige      | MF  | Filip Olsson (från Landskrona BoIS)         |
| -  | Kosovo       | A   | Edi Sylisufaj (från Falkenbergs FF)         |
| -  | Kap Verde    | F   | Kristopher Da Graca (från VVV-Venlo)        |
| -  | Sverige      | F   | Andreas Murbeck (från Landskrona BoIS)      |
| -  | Sverige      | MV  | Tommi Vaiho (Inlånad från Djurgårdens IF)   |
| -  | Sverige      | MF  | Filip Rogic (från AIK)                      |
| -  | Sierra Leone | F   | Kevin Wright (från Örebro SK)               |
| -  | Finland      | A   | Antonio Yakoub (Inlånad från Assyriska FF)  |
| -  | Sverige      | MF  | Patrik Karlsson Lagemyr (från IFK Göteborg) |
| -  | Sverige      | F   | Isak Ssewankambo (från Östersunds FK)       |

| Nr | Land         | Pos | Namn                                        |
| -- | ------------ | --- | ------------------------------------------- |
| -  | Sverige      | MF  | Filip Olsson (från Landskrona BoIS)         |
| -  | Kosovo       | A   | Edi Sylisufaj (från Falkenbergs FF)         |
| -  | Kap Verde    | F   | Kristopher Da Graca (från VVV-Venlo)        |
| -  | Sverige      | F   | Andreas Murbeck (från Landskrona BoIS)      |
| -  | Sverige      | MV  | Tommi Vaiho (Inlånad från Djurgårdens IF)   |
| -  | Sverige      | MF  | Filip Rogic (från AIK)                      |
| -  | Sierra Leone | F   | Kevin Wright (från Örebro SK)               |
| -  | Finland      | A   | Antonio Yakoub (Inlånad från Assyriska FF)  |
| -  | Sverige      | MF  | Patrik Karlsson Lagemyr (från IFK Göteborg) |
| -  | Sverige      | F   | Isak Ssewankambo (från Östersunds FK)       |

| Nr | Land    | Pos | Namn                                                   |
| -- | ------- | --- | ------------------------------------------------------ |
| 11 | Sverige | MF  | Nahom Girmai (till Kalmar FF)                          |
| 15 | Sverige | MF  | Sam Lundholm (Klubb ej klar)                           |
| 19 | Sverige | A   | Ekin Bulut (till Norrby IF)                            |
| 4  | Sverige | F   | Joseph Colley (till Wisla Krakow)                      |
| 17 | Sverige | F   | Adam Ståhl (till Mjällby AIF)                          |
| 20 | Sverige | A   | Joakim Persson (Utlånad till IK Brage)                 |
| 12 | Sverige | MF  | Jacob Ortmark (till IFK Norrköping)                    |
| 35 | Sverige | MV  | Hannes Sveijer (Utlånad till Sandvikens IF)            |
| 24 | Sverige | MF  | Isak Bråholm (till Sandvikens IF)                      |
| -  | Sverige | MF  | Samuel Wikman (Utlånad till Umeå FC)                   |
| 21 | Sverige | F   | Dennis Widgren (Återvänder efter lån till Hammarby IF) |

| Nr | Land    | Pos | Namn                                                   |
| -- | ------- | --- | ------------------------------------------------------ |
| 11 | Sverige | MF  | Nahom Girmai (till Kalmar FF)                          |
| 15 | Sverige | MF  | Sam Lundholm (Klubb ej klar)                           |
| 19 | Sverige | A   | Ekin Bulut (till Norrby IF)                            |
| 4  | Sverige | F   | Joseph Colley (till Wisla Krakow)                      |
| 17 | Sverige | F   | Adam Ståhl (till Mjällby AIF)                          |
| 20 | Sverige | A   | Joakim Persson (Utlånad till IK Brage)                 |
| 12 | Sverige | MF  | Jacob Ortmark (till IFK Norrköping)                    |
| 35 | Sverige | MV  | Hannes Sveijer (Utlånad till Sandvikens IF)            |
| 24 | Sverige | MF  | Isak Bråholm (till Sandvikens IF)                      |
| -  | Sverige | MF  | Samuel Wikman (Utlånad till Umeå FC)                   |
| 21 | Sverige | F   | Dennis Widgren (Återvänder efter lån till Hammarby IF) |

#### Sommarövergångar 2022
| Nr | Land | Pos | Namn |
| -- | ---- | --- | ---- |

| Nr | Land | Pos | Namn |
| -- | ---- | --- | ---- |

| Nr | Land | Pos | Namn |
| -- | ---- | --- | ---- |

| Nr | Land | Pos | Namn |
| -- | ---- | --- | ---- |

### Kalmar FF

#### Vinterövergångar 2021/2022
| Nr | Land      | Pos | Namn                                                 |
| -- | --------- | --- | ---------------------------------------------------- |
| -  | Brasilien | MV  | Ricardo Friedrich (från Ankaragücü)                  |
| -  | Sverige   | A   | Kevin Jensen (från Landskrona BoIS)                  |
| -  | Sverige   | MF  | Nahom Girmai (från IK Sirius)                        |
| -  | Sverige   | F   | Axel Lindahl (från Bodö/Glimt)                       |
| -  | Sverige   | MV  | Jakob Kindberg (från Örebro Syrianska IF)            |
| -  | Island    | F   | Davíd Kristján Ólafsson (från Ålesund)               |
| -  | Finland   | A   | Simon Skrabb (från Brescia)                          |
|    | Sverige   | F   | Douglas Bergqvist (Inlånad från Tjornomorets Odessa) |
| -  | Sverige   | MV  | Casper Andersson (Uppflyttad från U19-laget)         |

| Nr | Land      | Pos | Namn                                                 |
| -- | --------- | --- | ---------------------------------------------------- |
| -  | Brasilien | MV  | Ricardo Friedrich (från Ankaragücü)                  |
| -  | Sverige   | A   | Kevin Jensen (från Landskrona BoIS)                  |
| -  | Sverige   | MF  | Nahom Girmai (från IK Sirius)                        |
| -  | Sverige   | F   | Axel Lindahl (från Bodö/Glimt)                       |
| -  | Sverige   | MV  | Jakob Kindberg (från Örebro Syrianska IF)            |
| -  | Island    | F   | Davíd Kristján Ólafsson (från Ålesund)               |
| -  | Finland   | A   | Simon Skrabb (från Brescia)                          |
|    | Sverige   | F   | Douglas Bergqvist (Inlånad från Tjornomorets Odessa) |
| -  | Sverige   | MV  | Casper Andersson (Uppflyttad från U19-laget)         |

| Nr | Land         | Pos | Namn                                           |
| -- | ------------ | --- | ---------------------------------------------- |
| 2  | Sverige      | F   | Henrik Löfkvist (till Jönköpings Södra IF)     |
| 13 | Azerbajdzjan | F   | Emin Nouri (Avslutat karriären)                |
| 30 | Sverige      | MV  | Tobias Andersson (till Gnosjö IF)              |
| -  | Sverige      | MF  | Anton Ekeroth (till AFC Eskilstuna)            |
| 3  | Sverige      | F   | Sebastian Ring (till Wisla Krakow)             |
| 7  | Sverige      | F   | Piotr Johansson (till Djurgårdens IF)          |
| 31 | Sverige      | A   | Nils Fröling (till Hansa Rostock)              |
| 32 | Sverige      | MV  | Lucas Hägg-Johansson (till Vejle)              |
| -  | Sverige      | F   | Malte Persson (till IK Brage)                  |
| 5  | Sverige      | F   | Douglas Bergqvist (till Tjornomorets Odessa)   |
| 11 | Sverige      | MF  | Jonathan Ring (till Jeju United)               |
| 27 | Sverige      | F   | Viktor Krüger (till Gais)                      |
| 18 | Sverige      | MF  | Johan Arvidsson (till IK Brage)                |
| 21 | Sverige      | A   | Edvin Crona (Utlånad till Åtvidabergs FF)      |
| -  | Sydsudan     | A   | David Majak (Återvänder efter lån till Tusker) |

| Nr | Land         | Pos | Namn                                           |
| -- | ------------ | --- | ---------------------------------------------- |
| 2  | Sverige      | F   | Henrik Löfkvist (till Jönköpings Södra IF)     |
| 13 | Azerbajdzjan | F   | Emin Nouri (Avslutat karriären)                |
| 30 | Sverige      | MV  | Tobias Andersson (till Gnosjö IF)              |
| -  | Sverige      | MF  | Anton Ekeroth (till AFC Eskilstuna)            |
| 3  | Sverige      | F   | Sebastian Ring (till Wisla Krakow)             |
| 7  | Sverige      | F   | Piotr Johansson (till Djurgårdens IF)          |
| 31 | Sverige      | A   | Nils Fröling (till Hansa Rostock)              |
| 32 | Sverige      | MV  | Lucas Hägg-Johansson (till Vejle)              |
| -  | Sverige      | F   | Malte Persson (till IK Brage)                  |
| 5  | Sverige      | F   | Douglas Bergqvist (till Tjornomorets Odessa)   |
| 11 | Sverige      | MF  | Jonathan Ring (till Jeju United)               |
| 27 | Sverige      | F   | Viktor Krüger (till Gais)                      |
| 18 | Sverige      | MF  | Johan Arvidsson (till IK Brage)                |
| 21 | Sverige      | A   | Edvin Crona (Utlånad till Åtvidabergs FF)      |
| -  | Sydsudan     | A   | David Majak (Återvänder efter lån till Tusker) |

#### Sommarövergångar 2022
| Nr | Land | Pos | Namn |
| -- | ---- | --- | ---- |

| Nr | Land | Pos | Namn |
| -- | ---- | --- | ---- |

| Nr | Land | Pos | Namn |
| -- | ---- | --- | ---- |

| Nr | Land | Pos | Namn |
| -- | ---- | --- | ---- |

### Malmö FF

#### Vinterövergångar 2021/2022
| Nr | Land                    | Pos | Namn                                          |
| -- | ----------------------- | --- | --------------------------------------------- |
| -  | Tjeckien                | F   | Matěj Chaluš (från Slovan Liberec)            |
| -  | Kamerun                 | F   | Samuel Kotto (från Apejes)                    |
| -  | Bosnien och Hercegovina | F   | Dennis Hadžikadunić (Inlånad från Rostov)     |
| -  | Sverige                 | A   | Isaac Kiese Thelin (från Baniyas)             |
| -  | Sverige                 | MF  | August Karlin (Uppflyttad från U19-laget)     |
| -  | Sverige                 | MF  | Hugo Bolin (Uppflyttad från U19-laget)        |
| -  | Sverige                 | A   | Melker Widell (Uppflyttad från U19-laget)     |
| -  | Sverige                 | A   | Samuel Burakovsky (Uppflyttad från U19-laget) |
| -  | Sverige                 | MF  | Hugo Larsson (Uppflyttad från U19-laget)      |

| Nr | Land                    | Pos | Namn                                          |
| -- | ----------------------- | --- | --------------------------------------------- |
| -  | Tjeckien                | F   | Matěj Chaluš (från Slovan Liberec)            |
| -  | Kamerun                 | F   | Samuel Kotto (från Apejes)                    |
| -  | Bosnien och Hercegovina | F   | Dennis Hadžikadunić (Inlånad från Rostov)     |
| -  | Sverige                 | A   | Isaac Kiese Thelin (från Baniyas)             |
| -  | Sverige                 | MF  | August Karlin (Uppflyttad från U19-laget)     |
| -  | Sverige                 | MF  | Hugo Bolin (Uppflyttad från U19-laget)        |
| -  | Sverige                 | A   | Melker Widell (Uppflyttad från U19-laget)     |
| -  | Sverige                 | A   | Samuel Burakovsky (Uppflyttad från U19-laget) |
| -  | Sverige                 | MF  | Hugo Larsson (Uppflyttad från U19-laget)      |

| Nr | Land                    | Pos | Namn                                             |
| -- | ----------------------- | --- | ------------------------------------------------ |
| 23 | Sverige                 | A   | Marcus Antonsson (till IFK Värnamo)              |
| 38 | Sverige                 | F   | Linus Borgström (till Falkenbergs FF)            |
| -  | Sverige                 | MF  | August Karlin (Utlånad till BK Olympic)          |
| -  | Sverige                 | MF  | Hugo Bolin (Utlånad till BK Olympic)             |
| -  | Sverige                 | A   | Melker Widell (Utlånad till BK Olympic)          |
| -  | Sverige                 | A   | Samuel Burakovsky (Utlånad till BK Olympic)      |
| 31 | Sverige                 | F   | Franz Brorsson (till Aris Limassol)              |
| 16 | Sverige                 | MV  | Mathias Nilsson (Utlånad till Östers IF)         |
| 29 | Sverige                 | F   | Noah Eile (Utlånad till Mjällby AIF)             |
| 20 | Nigeria                 | MF  | Bonke Innocent (till Lorient)                    |
| 1  | Sverige                 | MV  | Melker Ellborg (Utlånad till IFK Malmö)          |
| 26 | Sverige                 | MF  | Mubaarak Nuh (Utlånad till Jammerbugt)           |
| 34 | Sverige                 | MF  | Markus Björkqvist (Utlånad till Utsiktens BK)    |
| 40 | Sverige                 | F   | Hugo Andersson (till Randers)                    |
| 39 | Sverige                 | A   | Amin Sarr (till Heerenveen)                      |
| 15 | Bosnien och Hercegovina | F   | Anel Ahmedhodzic (Utlånad till Bordeaux)         |
| 21 | Sverige                 | MF  | Peter Gwargis (Utlånad till Jönköpings Södra IF) |
| 25 | Sverige                 | MF  | Aleksander Nilsson (Utlånad till Sandefjord)     |
| 9  | Kroatien                | A   | Antonio Čolak (Återvänder efter lån till PAOK)   |

| Nr | Land                    | Pos | Namn                                             |
| -- | ----------------------- | --- | ------------------------------------------------ |
| 23 | Sverige                 | A   | Marcus Antonsson (till IFK Värnamo)              |
| 38 | Sverige                 | F   | Linus Borgström (till Falkenbergs FF)            |
| -  | Sverige                 | MF  | August Karlin (Utlånad till BK Olympic)          |
| -  | Sverige                 | MF  | Hugo Bolin (Utlånad till BK Olympic)             |
| -  | Sverige                 | A   | Melker Widell (Utlånad till BK Olympic)          |
| -  | Sverige                 | A   | Samuel Burakovsky (Utlånad till BK Olympic)      |
| 31 | Sverige                 | F   | Franz Brorsson (till Aris Limassol)              |
| 16 | Sverige                 | MV  | Mathias Nilsson (Utlånad till Östers IF)         |
| 29 | Sverige                 | F   | Noah Eile (Utlånad till Mjällby AIF)             |
| 20 | Nigeria                 | MF  | Bonke Innocent (till Lorient)                    |
| 1  | Sverige                 | MV  | Melker Ellborg (Utlånad till IFK Malmö)          |
| 26 | Sverige                 | MF  | Mubaarak Nuh (Utlånad till Jammerbugt)           |
| 34 | Sverige                 | MF  | Markus Björkqvist (Utlånad till Utsiktens BK)    |
| 40 | Sverige                 | F   | Hugo Andersson (till Randers)                    |
| 39 | Sverige                 | A   | Amin Sarr (till Heerenveen)                      |
| 15 | Bosnien och Hercegovina | F   | Anel Ahmedhodzic (Utlånad till Bordeaux)         |
| 21 | Sverige                 | MF  | Peter Gwargis (Utlånad till Jönköpings Södra IF) |
| 25 | Sverige                 | MF  | Aleksander Nilsson (Utlånad till Sandefjord)     |
| 9  | Kroatien                | A   | Antonio Čolak (Återvänder efter lån till PAOK)   |

#### Sommarövergångar 2022
| Nr | Land | Pos | Namn |
| -- | ---- | --- | ---- |

| Nr | Land | Pos | Namn |
| -- | ---- | --- | ---- |

| Nr | Land | Pos | Namn |
| -- | ---- | --- | ---- |

| Nr | Land | Pos | Namn |
| -- | ---- | --- | ---- |

### Mjällby AIF

#### Vinterövergångar 2021/2022
| Nr | Land    | Pos | Namn                                            |
| -- | ------- | --- | ----------------------------------------------- |
| -  | Sverige | MV  | Samuel Brolin (Inlånad från AIK)                |
| -  | Sverige | F   | Noah Eile (Inlånad från Malmö FF)               |
| -  | Sverige | F   | Adam Ståhl (från IK Sirius)                     |
| -  | Nigeria | A   | Silas Nwankwo (från Nasarawa United)            |
| -  | Sverige | MF  | Albin Mörfelt (Inlånad från Vålerengen)         |
| -  | Sverige | A   | Rasmus Wiedesheim-Paul (Inlånad från Rosenborg) |
| -  | Sverige | F   | Jetmir Haliti (Inlånad från AIK)                |
| -  | Sverige | MV  | Hugo Fagerberg (Uppflyttad från U19-laget)      |

| Nr | Land    | Pos | Namn                                            |
| -- | ------- | --- | ----------------------------------------------- |
| -  | Sverige | MV  | Samuel Brolin (Inlånad från AIK)                |
| -  | Sverige | F   | Noah Eile (Inlånad från Malmö FF)               |
| -  | Sverige | F   | Adam Ståhl (från IK Sirius)                     |
| -  | Nigeria | A   | Silas Nwankwo (från Nasarawa United)            |
| -  | Sverige | MF  | Albin Mörfelt (Inlånad från Vålerengen)         |
| -  | Sverige | A   | Rasmus Wiedesheim-Paul (Inlånad från Rosenborg) |
| -  | Sverige | F   | Jetmir Haliti (Inlånad från AIK)                |
| -  | Sverige | MV  | Hugo Fagerberg (Uppflyttad från U19-laget)      |

| Nr | Land    | Pos | Namn                                                       |
| -- | ------- | --- | ---------------------------------------------------------- |
| 9  | Sverige | F   | Joel Nilsson (till Hammarby IF)                            |
| 20 | Sverige | MF  | Hampus Holgersson (till Hässleholms IF)                    |
| 17 | Marocko | F   | Jasin Khayat (Klubb ej klar)                               |
| 27 | Sverige | MV  | Pontus Zvar (till Nosaby IF)                               |
| 13 | Finland | MV  | Carljohan Eriksson (till Dundee United)                    |
| 4  | Sverige | F   | Max Watson (till Maribor)                                  |
| 5  | Sverige | F   | Kadir Hodzic (till BK Häcken)                              |
| 11 | Sverige | A   | Amin Sarr (Återvänder efter lån till Malmö FF)             |
| 96 | Sverige | MF  | Elias Andersson (Återvänder efter lån till Djurgårdens IF) |

| Nr | Land    | Pos | Namn                                                       |
| -- | ------- | --- | ---------------------------------------------------------- |
| 9  | Sverige | F   | Joel Nilsson (till Hammarby IF)                            |
| 20 | Sverige | MF  | Hampus Holgersson (till Hässleholms IF)                    |
| 17 | Marocko | F   | Jasin Khayat (Klubb ej klar)                               |
| 27 | Sverige | MV  | Pontus Zvar (till Nosaby IF)                               |
| 13 | Finland | MV  | Carljohan Eriksson (till Dundee United)                    |
| 4  | Sverige | F   | Max Watson (till Maribor)                                  |
| 5  | Sverige | F   | Kadir Hodzic (till BK Häcken)                              |
| 11 | Sverige | A   | Amin Sarr (Återvänder efter lån till Malmö FF)             |
| 96 | Sverige | MF  | Elias Andersson (Återvänder efter lån till Djurgårdens IF) |

#### Sommarövergångar 2022
| Nr | Land | Pos | Namn |
| -- | ---- | --- | ---- |

| Nr | Land | Pos | Namn |
| -- | ---- | --- | ---- |

| Nr | Land | Pos | Namn |
| -- | ---- | --- | ---- |

| Nr | Land | Pos | Namn |
| -- | ---- | --- | ---- |

### Varbergs BoIS

#### Vinterövergångar 2021/2022
| Nr | Land      | Pos | Namn                                       |
| -- | --------- | --- | ------------------------------------------ |
| -  | Sverige   | MV  | Fredrik Andersson (från Örgryte IS)        |
| -  | Island    | F   | Oskar Sverrisson (från BK Häcken)          |
| -  | Sverige   | MF  | Flamur Dzelili (från Oskarshamns AIK)      |
| -  | Sverige   | A   | Ali Bdeir (från BK Olympic)                |
| -  | Brasilien | MF  | Eliton Junior (från Red Bull Brasil)       |
| -  | Kosovo    | MF  | Ismet Lushaku (från AFC Eskilstuna)        |
| -  | Sverige   | MF  | Joel Sundström (från San Pedro)            |
| -  | Sverige   | MF  | Jaheem Burke (från Hammarby TFF)           |
| -  | Sverige   | MF  | David Bendrik (Uppflyttad från U19-laget)  |
| -  | Sverige   | MF  | Gustav Bendrik (Uppflyttad från U19-laget) |

| Nr | Land      | Pos | Namn                                       |
| -- | --------- | --- | ------------------------------------------ |
| -  | Sverige   | MV  | Fredrik Andersson (från Örgryte IS)        |
| -  | Island    | F   | Oskar Sverrisson (från BK Häcken)          |
| -  | Sverige   | MF  | Flamur Dzelili (från Oskarshamns AIK)      |
| -  | Sverige   | A   | Ali Bdeir (från BK Olympic)                |
| -  | Brasilien | MF  | Eliton Junior (från Red Bull Brasil)       |
| -  | Kosovo    | MF  | Ismet Lushaku (från AFC Eskilstuna)        |
| -  | Sverige   | MF  | Joel Sundström (från San Pedro)            |
| -  | Sverige   | MF  | Jaheem Burke (från Hammarby TFF)           |
| -  | Sverige   | MF  | David Bendrik (Uppflyttad från U19-laget)  |
| -  | Sverige   | MF  | Gustav Bendrik (Uppflyttad från U19-laget) |

| Nr | Land           | Pos | Namn                                       |
| -- | -------------- | --- | ------------------------------------------ |
| 30 | Sverige        | MV  | Stojan Lukic (Avslutat karriären)          |
| 29 | Sverige        | F   | Nils Bertilsson (till Tvååkers IF)         |
| 25 | Sydafrika      | F   | Dean Solomons (Klubb ej klar)              |
| 42 | Sydafrika      | MF  | Keanin Ayer (till Sandefjord)              |
| 20 | Sverige        | MF  | Liam Munther (till Varbergs GIF)           |
| 95 | Sverige        | F   | Adnan Kojic (till IF Sylvia)               |
| 24 | Sydafrika      | A   | Ryan Moon (Klubb ej klar)                  |
| 36 | Brasilien      | F   | Jean Carlos de Brito (till IFK Norrköping) |
| 27 | Sverige        | MF  | Gustav Nordh (till Piteå IF)               |
| 11 | Nordmakedonien | MF  | Daniel Krezic (till Degerfors IF)          |
| 88 | Sverige        | MF  | Albert Ejupi (till Helsingborgs IF)        |

| Nr | Land           | Pos | Namn                                       |
| -- | -------------- | --- | ------------------------------------------ |
| 30 | Sverige        | MV  | Stojan Lukic (Avslutat karriären)          |
| 29 | Sverige        | F   | Nils Bertilsson (till Tvååkers IF)         |
| 25 | Sydafrika      | F   | Dean Solomons (Klubb ej klar)              |
| 42 | Sydafrika      | MF  | Keanin Ayer (till Sandefjord)              |
| 20 | Sverige        | MF  | Liam Munther (till Varbergs GIF)           |
| 95 | Sverige        | F   | Adnan Kojic (till IF Sylvia)               |
| 24 | Sydafrika      | A   | Ryan Moon (Klubb ej klar)                  |
| 36 | Brasilien      | F   | Jean Carlos de Brito (till IFK Norrköping) |
| 27 | Sverige        | MF  | Gustav Nordh (till Piteå IF)               |
| 11 | Nordmakedonien | MF  | Daniel Krezic (till Degerfors IF)          |
| 88 | Sverige        | MF  | Albert Ejupi (till Helsingborgs IF)        |

#### Sommarövergångar 2022
| Nr | Land | Pos | Namn |
| -- | ---- | --- | ---- |

| Nr | Land | Pos | Namn |
| -- | ---- | --- | ---- |

| Nr | Land | Pos | Namn |
| -- | ---- | --- | ---- |

| Nr | Land | Pos | Namn |
| -- | ---- | --- | ---- |

## Superettan
Se Lista över fotbollsövergångar i Superettan 2022.